# Den gule Mands Kærlighed
Den gule Mands Kærlighed er en amerikansk stumfilm fra 1920 af Hugo Ballin.

## Medvirkende
- Togo Yamamoto som Tsing Yu-Ch'ing
- Mabel Ballin som Kathleen Levinsky
- Rockliffe Fellowes som Dr. Hartwick
- Charles Fang
- Nellie Fillmore som Mrs. O'Grady